# Schneegans

Verbreitungskarte: Blau – Überwinterungsgebiete; Ocker – Brutgebiete

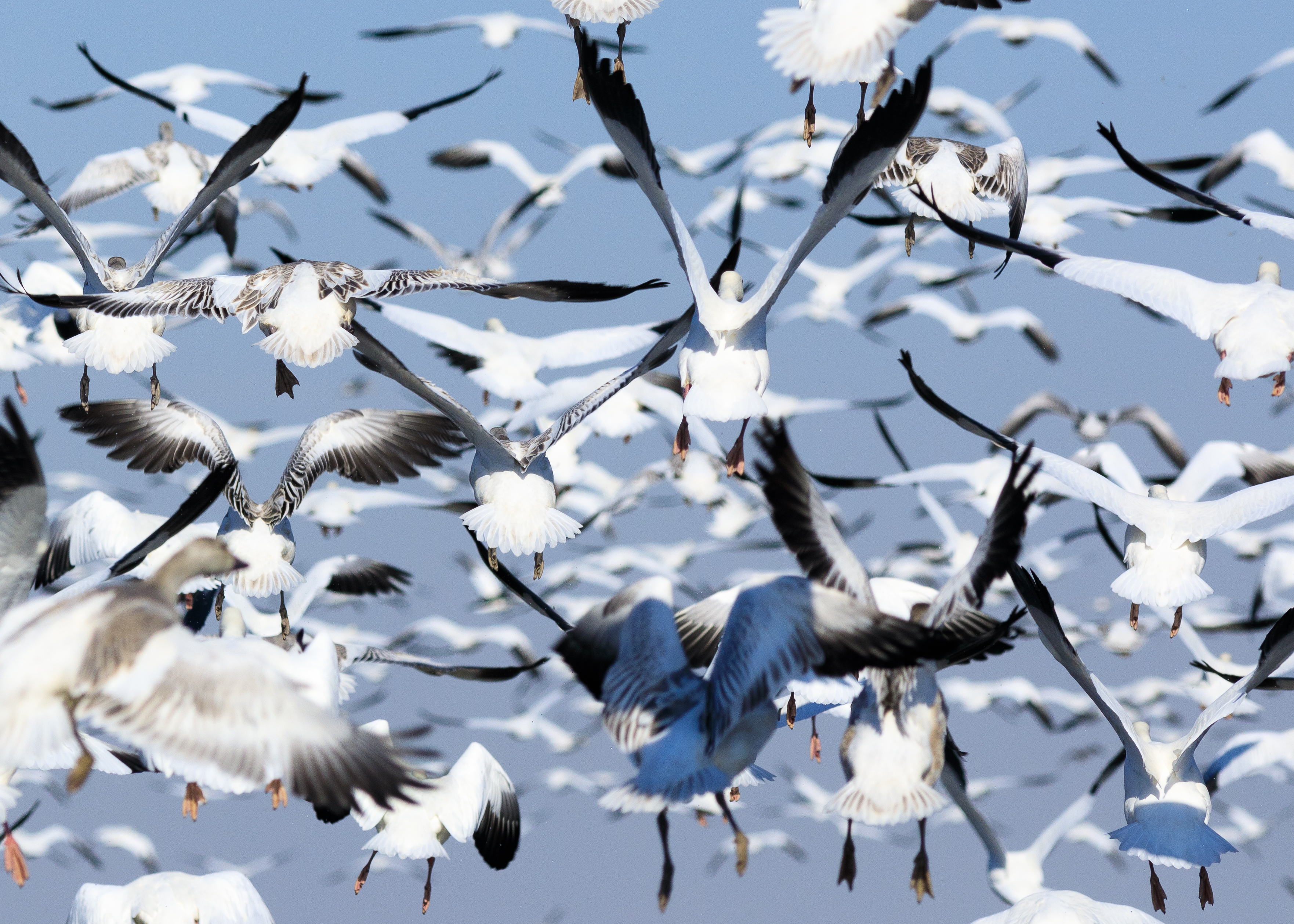
Auffliegende Schneegänse

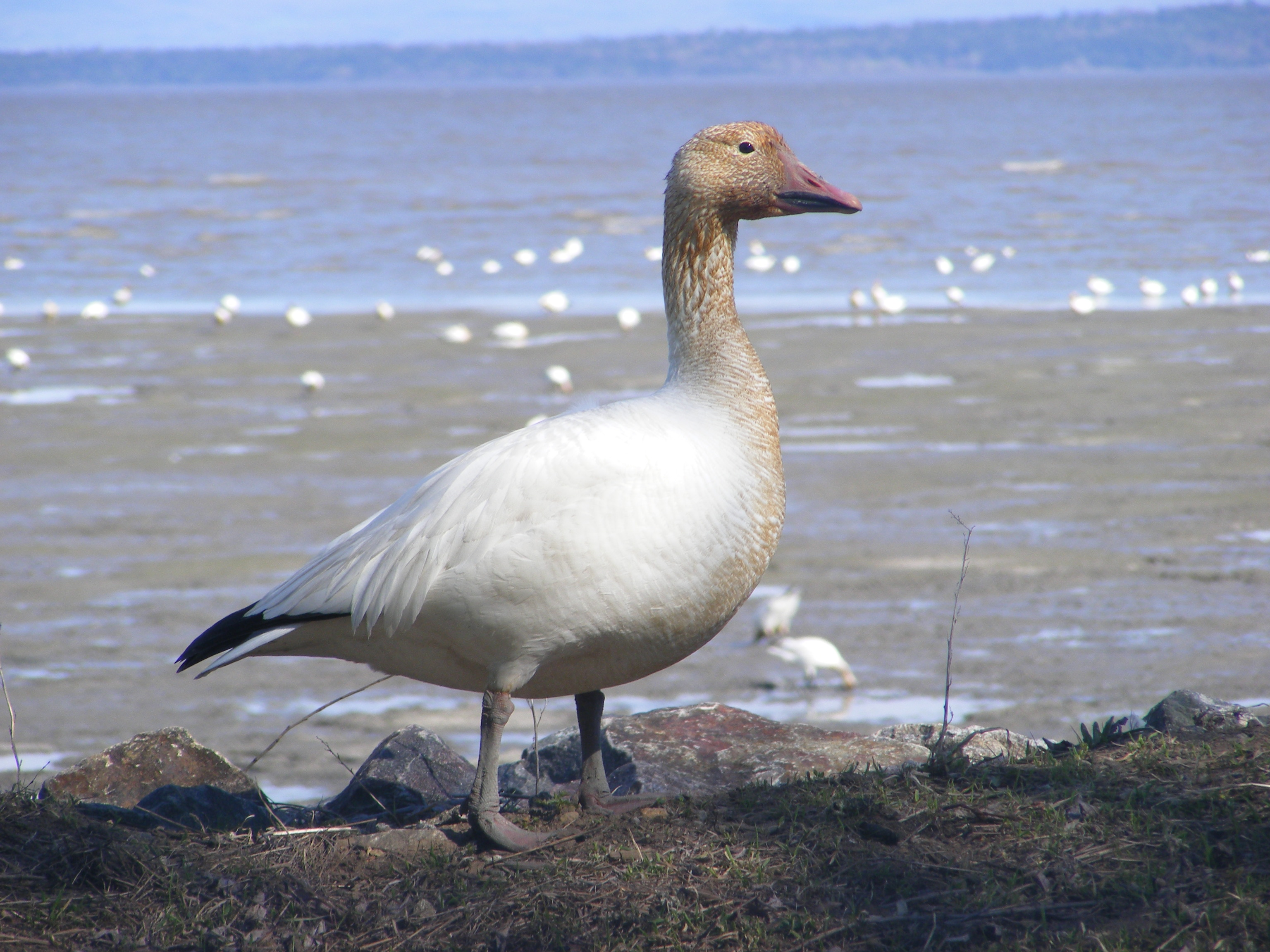
Wilde Schneegans am Cap Tourmente, Quebec, Kanada

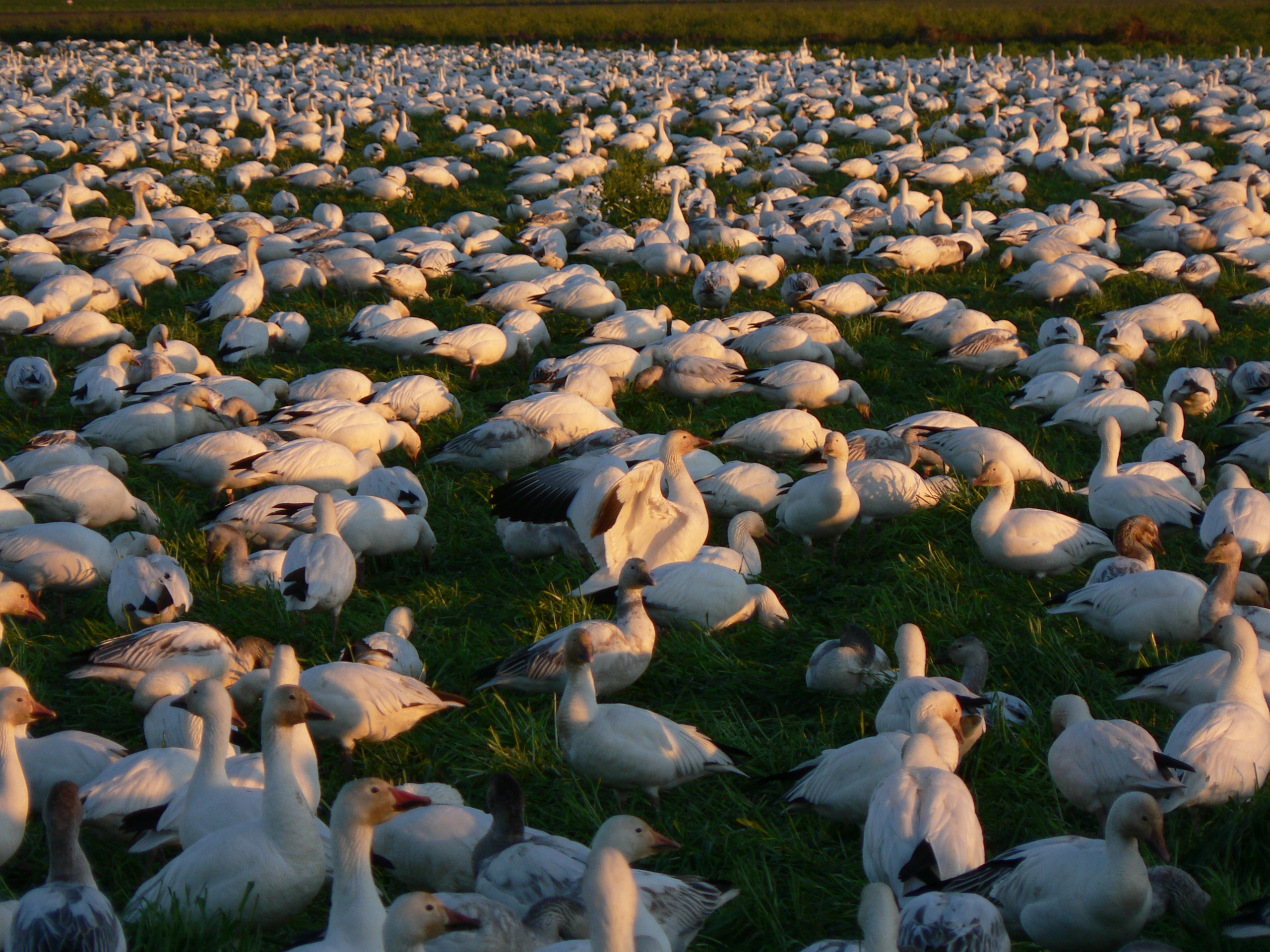
Überwinternde Schneegänse

Die Schneegans (Anser caerulescens) ist eine den Feldgänsen zugehörige Echte Gans und gehört somit zur Familie der Entenvögel. Nach neueren molekulargenetischen Untersuchungen wird sie manchmal auch in eine eigene Gattung (Chen) gestellt. Die Art wurde erstmals 1758 von Carl von Linné in seinem Werk Systema Naturae beschrieben. Es werden mit der Kleinen Schneegans (A. c. caerulescens) und der Großen Schneegans (A. c. atlanticus) zwei Unterarten unterschieden. Bei der Kleinen Schneegans tritt außerdem eine Farbvariante mit bläulich graubraunem Gefieder auf. 

## Merkmale
Schnabel und Beine sind bei der Schneegans rot. Das Gefieder ist standardmäßig schneeweiß, bis auf die dunklen Flügelfedern (Handschwingen schwarz, Handdecken grau). Daneben existiert die Morphe „Blaue Schneegans“. Bei dieser sind nur Kopf, Hals und einige Bereiche an der Körperunterseite weiß gefärbt, das hauptsächliche Gefieder jedoch bläulich graubraun. Zwar vererbt sich die dunkle Farbmorphe dominant, doch da die Tiere eine Präferenz für die Verpaarung mit farbgleichen Partnern zeigen, hält sich die rezessive weiße Morphe. Nichtsdestotrotz kann dasselbe Elternpaar Vertreter beider Morphen hervorbringen, so wie auch farbliche Übergänge möglich sind.                                    
Männchen und Weibchen sehen einander sehr ähnlich, bei einer Länge von etwa 60 bis 75 cm, einer Flügelspannweite von 150 cm und einem Gewicht von 2,5 bis 4 kg. Als Jungtiere sind sie meist gräulich gefärbt. Die Lebenserwartung beträgt bis zu 20 Jahre.
Ihr Ruf ist ein weiches, leicht ansteigendes und gackerndes go go go, auch koik oder goaa und gä-gä-gä. Warnrufe sind von der Lauthöhe tiefer und klingen wie angk-ak-ak-ak. Der Flugruf ist einsilbig, kurz und rau und wird mit krä oder krähk lautmalerisch umschrieben.

## Lebensraum und Zugverhalten
Die Schneegans brütet im nordwestlichen Grönland, im nördlichen Kanada und nordöstlichen Sibirien, verbringt als Zugvogel aber den Winter weiter südlich, vor allem in den Vereinigten Staaten, gelegentlich aber auch noch weiter im Süden. Selten findet man sie auch in Europa. Bei diesen Gänsen dürfte es sich in der Regel um Gefangenschaftsflüchtlinge und seltener um Irrgäste handeln. In Europa vergesellschaften sie sich meist mit anderen wilden Gänsen. Schneegänse versammeln sich oft in großen, manchmal viele Tausende Vögel umfassenden Scharen.
Der Zug nach Süden beginnt normalerweise Ende August und Anfang September. Ihre Überwinterungsplätze erreichen sie ab Anfang Oktober. Die Zugbewegung Richtung Norden setzt ab Februar ein und hat ihren Höhepunkt zu Beginn des Aprils. Ihre Brutgebiete erreichen sie im späten Mai.

## Nahrung
Im sommerlichen Brutgebiet bilden arktische Gräser den Grundstock der Nahrung. Im arktischen Kanada spielt beispielsweise die Segge Carex stans eine wichtige Rolle in der Ernährung. Auf der Wrangelinsel sind die vegetativen Teile von Dupontia fischeri und Pleuropogon sabini bedeutend. Grundsätzlich sind Schneegänse jedoch sehr flexibel in ihrer Nahrungsweise und fressen jede beliebige Pflanze. Dazu zählen auch die Blätter und Triebe von Weiden, Moosen und Flechten. Einen geringen Anteil in der Ernährung haben auch kleine Wirbellose des Salz- und Süßwassers. Im Überwinterungsgebiet fressen Schneegänse auch Sämereien und Wurzelstücke.

## Fortpflanzung

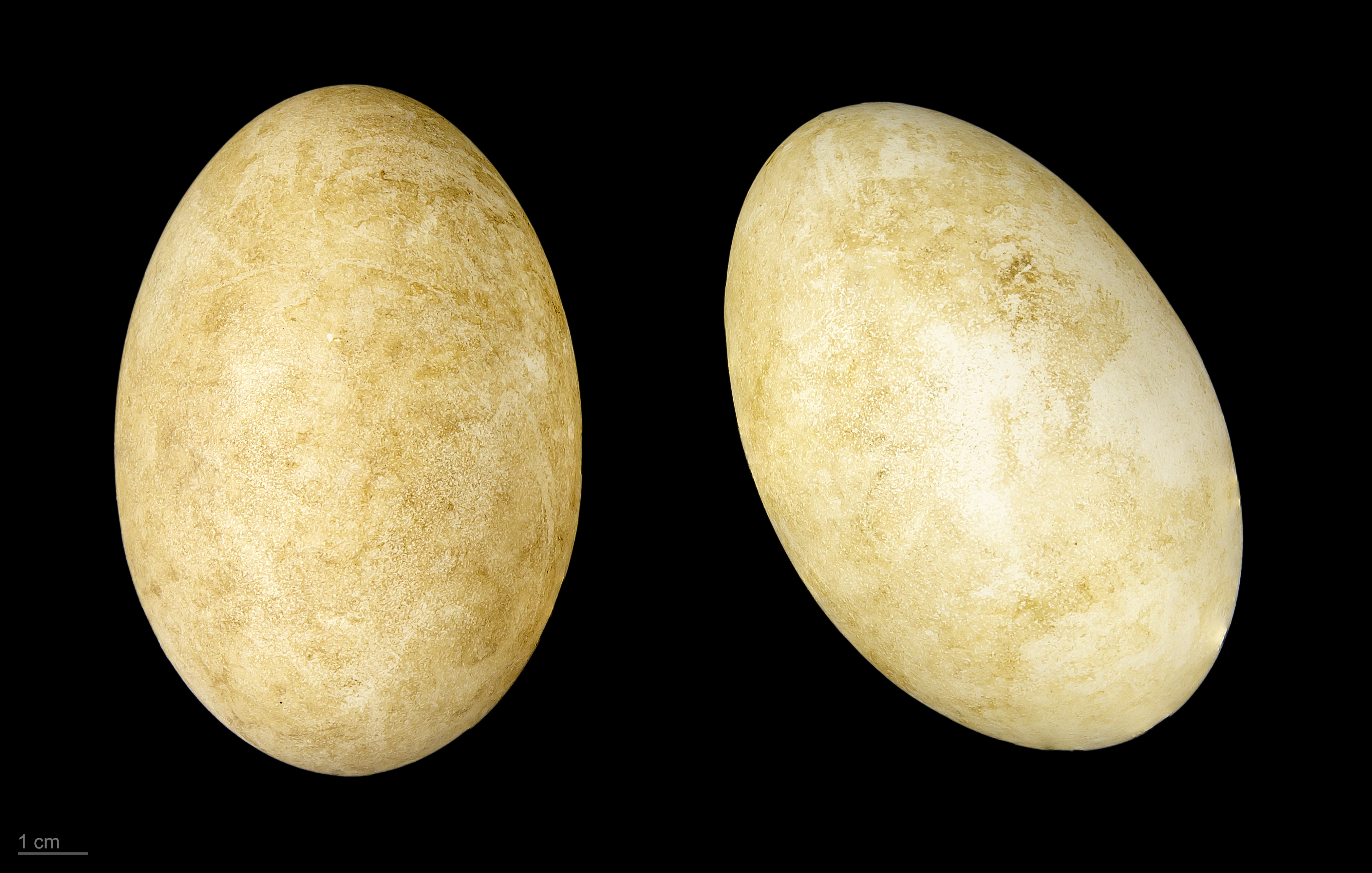
Eier der Schneegans

Männchen und Weibchen schließen sich auf Lebenszeit zusammen. In ihrem gesamten Fortpflanzungszyklus ist die Schneegans auf den kurzen arktischen Sommer eingestellt. Die Brutsaison beginnt wegen des arktischen Sommerklimas erst etwa Ende Mai. Die Tiere treffen schon fest verpaart am Zielort ein und beginnen sofort mit dem Bau der Nester. Ihr Fortpflanzungsdrang ist zu dem Zeitpunkt so hoch, dass sie nicht selten schon Eier an der Küste auf dem Weg zu den Brutplätzen ablegen.
Schneegänse sind Koloniebrüter. Große Teile der Population nutzen feste Brutplätze. Auf der sibirischen Wrangelinsel ist die Hauptkolonie beispielsweise eine trockene, von Bergen umgebene Niederung, die etwa 20 Kilometer von der Küste entfernt liegt. Durch sie verläuft der Oberlauf des Flusses Tundrawoja sowie einige kleinere Bäche. Die 13 × 14 Kilometer große Niederung ist verhältnismäßig windgeschützt und von kleinen Grasflächen durchsetzt. Die Nistdichte beträgt an vielen Stellen, die frühzeitig schneefrei werden, mehr als 90 Nester pro Hektar. An Stellen, an denen der Schnee erst verhältnismäßig spät wegtaut, sinkt die Nestdichte auf drei bis vier Nester pro Hektar. Die Vegetation ist auch bedingt durch die ständige Düngung durch die Gänse etwas üppiger und zeichnet sich durch 20 bis 30 Zentimeter hohe Weidensträucher sowie einen dichten Bewuchs mit Dryas punctata aus.
Die Nester werden in Bodenmulden angelegt und mit Flechten und kleineren Pflanzenteilen, im Inneren auch mit Daunenfedern ausgekleidet. Das Weibchen legt Anfang Juni etwa 4 bis 6 weiße mattglänzende Eier und brütet für etwa 21 Tage. Dies ist eine verhältnismäßig kurze Brutzeit. Nach dem Schlüpfen brauchen die Jungvögel etwa sechs Wochen, bis sie flügge sind. Parallel durchlaufen die Elternvögel ihre Mauser. Ähnlich wie die kurze Brutzeit ist auch der Mauserverlauf an den kurzen arktischen Sommer angepasst. Er findet innerhalb einer verhältnismäßig kurzen Zeitspanne statt. Im Unterschied zu anderen Gänsen vollzieht sich die Mauser sowohl bei brütenden als auch bei den nicht fortpflanzungsfähigen Gänsen gleichzeitig. Ende August sind sie und ihre Jungtiere wieder flugfähig und ziehen in ihr Überwinterungsgebiet. Ein- und zweijährige Vögel, die noch nicht selbst brüten, bleiben meist mit ihren Eltern zusammen. Mit drei Jahren erlangen die Jungvögel selbst die Geschlechtsreife.

## Unterarten
Die Schneegänse werden in zwei Unterarten, die sich vor allem in der Größe voneinander unterscheiden, eingeteilt:
- Große Schneegans (A. caerulescens atlanticus)
- Kleine Schneegans (A. caerulescens caerulescens)

Die Kleine Schneegans kommt im Gegensatz zur Großen Schneegans sehr häufig vor.

## Gefährdung

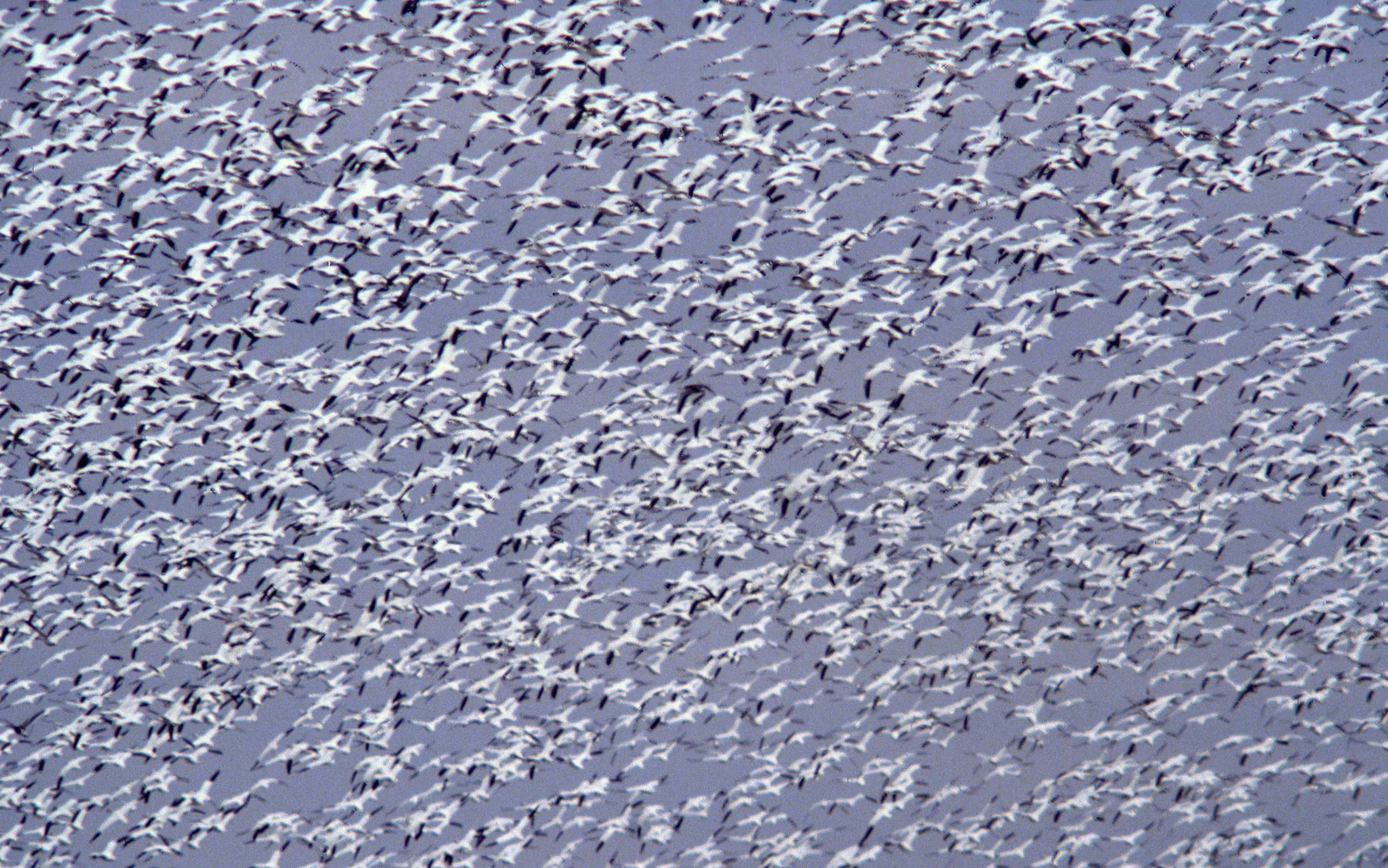
Schneegänse in Delaware

Die Art ist als Ganzes derzeit nicht gefährdet. In Japan, wo sie einstmals zahlreich vorkam, ist sie jedoch mittlerweile selten geworden. Auch die Bestände auf der Wrangelinsel nehmen stark ab. In Nordostasien hat sich ihr Verbreitungsgebiet stark verändert. Noch im 18. Jahrhundert kamen Schneegänse in den Tundren Sibiriens sehr häufig vor. Ihr Brutgebiet erreichte sogar die Mündung des Ob. Seit dem ersten Viertel des 19. Jahrhunderts hat in Nordasien ein Rückgang der Bestände und eine Verkleinerung des Brutareals eingesetzt. Die Art fehlt in Teilen des asiatischen Festlands und auf einer Reihe nordasiatischer Inseln mittlerweile völlig.
Die Schneegans ist neben der Kanadagans die häufigste in Nordamerika vorkommende Gänseart. Seit den 1960er Jahren zeigt sie in Nordamerika sehr starke Zuwachszahlen. Ende der 1960er Jahre betrug die geschätzte Weltpopulation 1,6 Millionen Individuen. Im Jahre 1995 zählte man fünf Millionen Schneegänse in Nordamerika und weitere 70.000 in Sibirien. In einigen ihrer Brutgebiete hat sie die maximale Bevölkerungsdichte bereits erreicht. Die empfindliche Grasnarbe zeigt hier gelegentlich schon Merkmale einer Überbeweidung.

## Schneegänse und Mensch

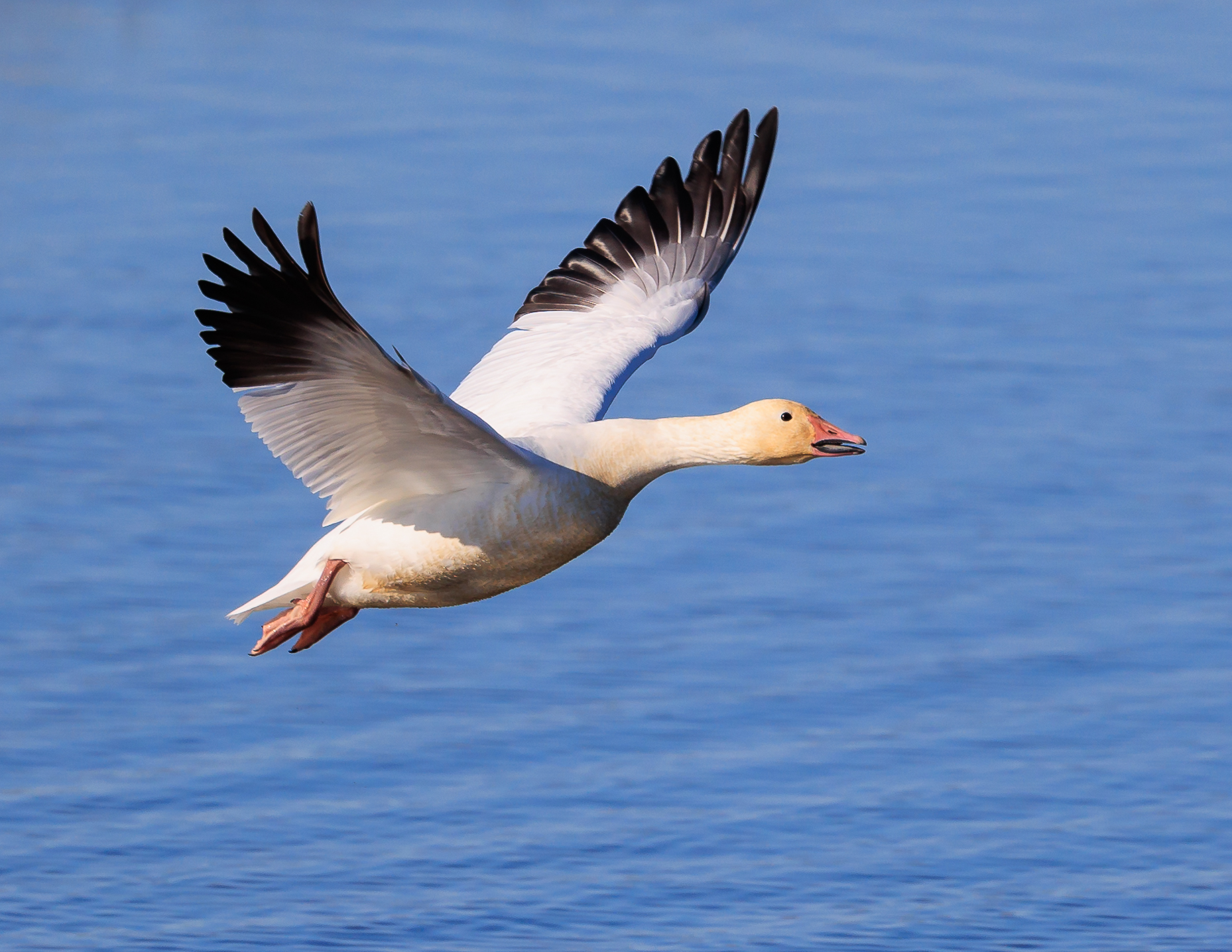
Schneegans in der Gray Lodge Wildlife Area in Nordkalifornien

Für die Völker vor allem Nordostsibiriens hat die Schneegans eine hohe wirtschaftliche Bedeutung gehabt. Schneegänse wurden über Jahrhunderte hinweg ständig und regelmäßig erlegt. Die Jagd auf diese Entenvögel war sehr einfach, da die Tiere in großen Kolonien an bestimmten Plätzen brüteten. Neben dem Erschlagen von flugunfähigen Mauservögeln wurde über Jahrhunderte auch das Absammeln der Eier praktiziert. Zum Populationsrückgang hat mutmaßlich auch die Besiedelung des amerikanischen Westens beigetragen. Diese Region zählt zu den Überwinterungsplätzen großer Teile auch der sibirischen Schneegänse. Auch dort begann im 19. Jahrhundert eine starke Bejagung. Nach Augenzeugenberichten war ein einzelner Jäger in der Lage, in einem Winterhalbjahr Tausende von Schneegänsen zu erlegen. Mit der Urbarmachung der nordamerikanischen Prärie fehlten dieser Art gewohnte Überwinterungsplätze.

## Schneegänse in Deutschland
Für 2005 wurden aus Deutschland 4–5 Brutpaare gemeldet, welche von entflogenen Zuchttieren abstammen. Es wird für Deutschland eine Beseitigung (Fang und Abschuss) gefordert, damit sich keine größeren Populationen aufbauen. Für 2010 wurden für den See Jröne Meerke bei Neuss 81 Altvögel mit 21 Jungvögeln gemeldet. 2012 wurde am Jröne Meerke wegen des Kots der Gänse ein Fütterungsverbot erlassen. Neben den Schneegänsen kommen am See noch größere Mengen Graugänse, Kanadagänse und Blässgänse vor. Es wurde befürchtet, dass der Gänsekot im Wasser eine übermäßige Eutrophierung und in der Folge eine Algenpest verursachen könnte. Ferner wurde vermutet, dass durch im Kot enthaltene Keime wie Salmonellen und Kolibakterien Krankheiten auf menschliche Besucher des Parks am See übertragen werden könnten. Ein Kinderspielplatz am See wurde wegen einer möglichen Infektionsgefahr gesperrt. Einzelne Gänse am See wurden durch freilaufende Hunde getötet oder verletzt.